# 徐祥 (兴安伯)
徐祥（1332年—1404年），湖廣行省興國路大冶縣（今湖北省大冶縣）人，明朝軍事將領、靖難之役人物。
元朝末期，徐祥最初跟從陳友諒，之後朱元璋攻佔江州后歸順，后累任至燕山右護衛副千戶。靖難之役時，朱棣起兵，徐祥跟從轉戰四年，有功累任至都指揮使。明成祖即位后，論功封興安伯，祿千石，為十四位封伯爵之首。永樂二年去世。